# Championnat de Grèce de football 2014-2015
Navigation
2013-2014 2015-2016
La saison 2014-2015 de Superleague Greece est la 56e édition de la première division grecque sous sa forme actuelle. Le championnat est composé de 18 équipes qui affrontent successivement les 17 autres à deux reprises sur 34 journées. Pour la deuxième saison à 18 équipes, L'Olympiakos tente de défendre son titre contre 17 autres équipes dont 2 promus de Football League. Parmi les promus, Niki Volos, qui retrouve l'élite 48 ans après l'avoir quittée.
À l'issue de la saison, le club totalisant le plus grand nombre de points est déclaré champion de Grèce et se qualifie pour la prochaine Ligue des Champions. Les équipes classées de la 2e à la 5e place se disputent les trois autres places qualificatives pour les compétitions européennes (une en tour de qualification de Ligue des Champions et 2 pour les tours de qualification de la Ligue Europa) lors de barrages prenant la forme d'un mini-championnat. Enfin, une cinquième place qualificative pour la Ligue Europa est réservée au vainqueur de la coupe de Grèce. Contrairement à la saison précédente, ce ne sont pas les deux derniers mais les quatre derniers du classement qui sont relégués en Football League. Cela est dû au fait que la compétition repassera à 16 équipes à partir de la saison 2015-2016.
C'est le tenant du titre, l'Olympiakos, qui remporte à nouveau le championnat cette saison après avoir terminé en tête du classement final, avec douze points d'avance sur le Panathinaïkos et treize sur le PAOK. Il s'agit du 42e titre de champion de Grèce de l'histoire du club, qui réussit même le doublé en battant le Skoda Xanthi en finale de la Coupe de Grèce.

## Participants
| \| Athènes : Atromitos Panathinaïkos Paniónios Asteras Ergotelis OFI Crète Kallonis Kerkyra Levadiakos Niki Volos Panetolikós Panthrakikos Giannina PAOK Platanias Olympiakos Xanthi Veria \| Localisation des clubs |
| Athènes : Atromitos Panathinaïkos Paniónios Asteras Ergotelis OFI Crète Kallonis Kerkyra Levadiakos Niki Volos Panetolikós Panthrakikos Giannina PAOK Platanias Olympiakos Xanthi Veria                              |

Légende des couleurs
- Phase de groupes de la Ligue des Champions 2013-2014
- Troisième tour de qualification de la Ligue des Champions 2013-2014
- Tour de barrages de la Ligue Europa 2013-2014
- Troisième tour de qualification de la Ligue Europa 2013-2014
- Deuxième tour de qualification de la Ligue Europa 2013-2014
- Promu de Football League

| Club                | Dernière montée | Classement 2013-2014 | Entraîneur                                                              | Depuis | Stade                        | Capacité théorique |
| ------------------- | --------------- | -------------------- | ----------------------------------------------------------------------- | ------ | ---------------------------- | ------------------ |
| Asteras Tripolis    | 2007            | 5                    | Staikos Vergetis                                                        | 2013   | Theódoros Kolokotrónis       | 7 616              |
| Atromitos           | 2009            | 4                    | Georgios Paraschos Ricardo Sá Pinto Nikos Nioplias                      | 2015   | Stade municipal de Peristéri | 9 035              |
| Ergotelis Héraklion | 2013            | 7                    | Juan Ferrando Pavlos Dermitzakis Giannis Taousianis Ioannis Matzourakis | 2015   | Pankritio                    | 25 780             |
| Kallonis            | 2013            | 12                   | Ioannis Matzourakis Vangelis Vlachos                                    | 2015   | Stade municipal de Mytilène  | 3 300              |
| Kerkyra             | 2014            | 2 (D2)               | Michalis Grigoriou                                                      | 2013   | Stade national de Kerkyra    | 2 776              |
| Levadiakos          | 2011            | 9                    | Savvas Pantelidis Apostolos Mantzios                                    | 2015   | Stade municipal de Livadiá   | 5 915              |
| Niki Volos          | 2014            | 1 (D2)               | Wiljan Vloet Sven Vandenbroeck Panagiotis Tzanavaras                    | 2014   | Panthessaliko                | 22 700             |
| OFI Crète           | 2011            | 6                    | Gennaro Gattuso Níkos Anastópoulos                                      | 2015   | Theódoros-Vardinogiánnis     | 9 088              |
| Olympiakos          | 1959            | 1                    | Míchel Vítor Pereira                                                    | 2015   | Karaïskaki                   | 32 115             |
| Panathinaïkos       | 1959            | 2                    | Yánnis Anastasíou                                                       | 2013   | Apostolos Nikolaïdis         | 16 620             |
| Panetolikós         | 2013            | 8                    | Makis Chavos                                                            | 2013   | Stade G.F.S Panetolikós      | 5 230              |
| Paniónios           | 1998            | 13                   | Dimitris Terezopoulos Marínos Ouzounídis                                | 2014   | Stade Néa Smýrni             | 11 700             |
| Panthrakikos        | 2012            | 10                   | Apostolos Mantzios José Manuel Roca                                     | 2014   | Stade municipal de Komotiní  | 5 601              |
| PAOK                | 1959            | 3                    | Angelos Anastasiadis                                                    | 2014   | Toumba                       | 28 701             |
| PAS Giannina        | 2011            | 11                   | Giannis Petrakis                                                        | 2014   | Zossimades                   | 7 652              |
| Platanias           | 2012            | 14                   | Giannis Christopoulos                                                   | 2014   | Stade municipal de Perivolia | 3 700              |
| Skoda Xanthi        | 1989            | 16                   | Sakis Tsiolis Nikos Nentidis Răzvan Lucescu                             | 2014   | Skoda Xanthi Arena           | 7 361              |
| Veria               | 2012            | 15                   | José Carlos Granero                                                     | 2014   | Stade municipal de Véria     | 5 900              |

- Stades: stadia.gr[4]

## Compétition

### Phase régulière

#### Classement
Le classement est établi sur le barème de points classique (victoire à 3 points, match nul à 1, défaite à 0).

En cas d'égalité entre 
- 2 équipes: On tient compte de la différence de buts particulière lors de leurs affrontements directs.
- Plus de 2 équipes: On tient compte des résultats entre toutes les équipes à égalité de points.

Source: superleaguegreece.net
| Rang | Équipe           | Pts | J  | G  | N  | P  | Bp | Bc | Diff |
| ---- | ---------------- | --- | -- | -- | -- | -- | -- | -- | ---- |
| 1    | Olympiakos'T'C   | 78  | 34 | 24 | 6  | 4  | 79 | 23 | +56  |
| 2    | Panathinaïkos    | 66  | 34 | 21 | 6  | 7  | 59 | 31 | +28  |
| 3    | PAOK             | 65  | 34 | 20 | 5  | 9  | 57 | 42 | +15  |
| 4    | Asteras Tripolis | 59  | 34 | 17 | 8  | 9  | 52 | 37 | +15  |
| 5    | Atromitos FC     | 54  | 34 | 14 | 12 | 8  | 43 | 27 | +16  |
| 6    | PAS Giannina     | 53  | 34 | 13 | 14 | 7  | 47 | 33 | +14  |
| 7    | Panetolikós      | 52  | 34 | 14 | 10 | 10 | 41 | 28 | +13  |
| 8    | Skoda Xanthi     | 47  | 34 | 12 | 11 | 11 | 44 | 41 | +3   |
| 9    | Platanias FC     | 44  | 34 | 12 | 8  | 14 | 32 | 30 | +2   |
| 10   | Kallonis         | 44  | 34 | 11 | 11 | 12 | 34 | 39 | -5   |
| 11   | Panthrakikos     | 43  | 34 | 11 | 10 | 13 | 35 | 44 | -9   |
| 12   | Paniónios        | 43  | 34 | 11 | 10 | 13 | 43 | 42 | +1   |
| 13   | PAE Veria        | 43  | 34 | 12 | 7  | 15 | 45 | 54 | -9   |
| 14   | Levadiakos       | 43  | 34 | 12 | 7  | 15 | 41 | 34 | +7   |
| 15   | Ergotelis        | 32  | 34 | 8  | 8  | 18 | 35 | 60 | -25  |
| 16   | OFI Crète        | 13  | 34 | 7  | 2  | 25 | 26 | 72 | -46  |
| 17   | Niki VolosP      | 7   | 34 | 2  | 1  | 31 | 7  | 84 | -77  |
| 18   | AO KerkyraP      | 44  | 34 | 12 | 8  | 14 | 39 | 38 | +1   |

|  | Qualification pour la Ligue des champions de l'UEFA 2014-2015          |
|  | Qualification pour les plays-offs                                      |
|  | Relégation en deuxième division                                        |
|  | T : Tenant du titre C : Vainqueur de la Coupe de Grèce P : Promu de D2 |

- OFI Crète reçoit une pénalité de 29 points, dont dix points pour des dettes impayées
- Niki Volos reçoit une pénalité de 13 points et est finalement disqualifié pour des raisons financières.
- AO Kerkyra est conduit à la dernière place du classement puis relégué en deuxième division, en raison de transferts frauduleux.

## Résultats
| Résultats (▼dom., ►ext.) | AST | ATR | ERG | KAL | KER | LEV | NVL | OFI | OLY | PAT | PNT | PIO | PTH | TSP | PAS | PLA | SKO | VER |
| Asteras Tripoli          |     | 1-0 | 2-1 | 1-0 | 2-0 | 2-1 | 3-0 | 6-1 | 0-0 | 1-1 | 1-1 | 2-0 | 2-1 | 3-0 | 2-2 | 1-0 | 2-1 | 2-0 |
| Atromitos                | 4-3 |     | 1-1 | 0-0 | 2-1 | 1-0 | 3-0 | 3-0 | 1-0 | 2-0 | 0-0 | 3-1 | 2-0 | 4-0 | 1-1 | 1-0 | 2-0 | 0-0 |
| Ergotelis                | 1-4 | 1-2 |     | 3-3 | 1-2 | 0-2 | 3-0 | 3-2 | 2-3 | 0-2 | 1-1 | 2-2 | 2-1 | 0-2 | 1-0 | 0-3 | 0-2 | 2-2 |
| AEL Kalloni              | 1-0 | 1-1 | 2-0 |     | 1-0 | 0-0 | 3-0 | 3-0 | 0-5 | 1-0 | 0-0 | 1-0 | 2-0 | 1-2 | 1-0 | 0-0 | 2-2 | 4-1 |
| Kerkyra                  | 1-0 | 1-1 | 3-1 | 2-0 |     | 0-0 | 3-0 | 4-1 | 0-4 | 1-1 | 1-2 | 1-0 | 2-1 | 0-1 | 2-0 | 1-2 | 0-0 | 4-0 |
| Levadiakos               | 3-1 | 2-1 | 1-1 | 3-0 | 2-3 |     | 3-0 | 3-0 | 1-2 | 1-1 | 0-0 | 1-0 | 1-1 | 1-2 | 1-2 | 0-0 | 1-2 | 0-2 |
| Niki Volos               | 0-2 | 0-1 | 1-4 | 2-0 | 0-0 | 0-3 |     |     | 0-3 | 0-3 | 0-3 | 0-3 | 1-0 | 0-3 | 0-3 | 0-3 | 0-3 | 0-3 |
| OFI                      | 2-3 | 1-0 | 1-0 | 1-1 | 3-2 | 0-2 | 3-0 |     | 0-3 | 2-3 | 1-0 | 0-3 | 0-1 | 3-1 | 0-3 | 0-3 | 0-1 | 0-1 |
| Olympiacos               | 2-0 | 2-1 | 3-0 | 5-0 | 3-0 | 4-0 | 3-1 | 3-0 |     | 1-0 | 2-0 | 2-0 | 5-1 | 1-2 | 2-2 | 2-1 | 2-0 | 3-0 |
| Panathinaikos            | 2-2 | 2-0 | 5-0 | 1-0 | 2-0 | 1-0 | 1-0 | 1-2 | 2-1 |     | 1-0 | 2-1 | 4-0 | 4-3 | 3-1 | 3-0 | 2-0 | 2-1 |
| Panetolikos              | 2-0 | 1-1 | 4-0 | 2-0 | 0-1 | 0-1 | 3-0 | 3-1 | 1-1 | 0-1 |     | 2-1 | 3-1 | 0-1 | 0-0 | 1-0 | 5-2 | 2-0 |
| Panionios                | 2-1 | 2-2 | 2-1 | 0-2 | 0-0 | 1-0 | 2-1 | 2-0 | 2-2 | 1-1 | 3-0 |     | 2-1 | 0-0 | 0-1 | 0-0 | 1-1 | 4-2 |
| Panthrakikos             | 1-1 | 1-1 | 0-0 | 3-2 | 1-0 | 1-0 | 3-0 | 0-0 | 1-3 | 2-1 | 0-0 | 1-0 |     | 3-1 | 1-1 | 1-0 | 2-0 | 1-1 |
| PAOK                     | 0-0 | 2-1 | 1-0 | 1-1 | 2-1 | 1-0 | 3-0 | 4-0 | 0-0 | 1-2 | 1-2 | 3-2 | 3-2 |     | 1-1 | 1-0 | 2-1 | 4-1 |
| PAS Giannina             | 3-1 | 1-0 | 0-0 | 0-0 | 2-1 | 0-4 | 4-0 | 3-0 | 3-1 | 0-0 | 0-0 | 1-3 | 2-2 | 3-0 |     | 1-0 | 2-2 | 4-1 |
| Platanias                | 0-1 | 0-0 | 1-2 | 1-0 | 1-1 | 1-3 | 3-1 | 1-0 | 1-1 | 2-3 | 2-0 | 3-0 | 2-0 | 0-4 | 0-0 |     | 1-0 | 1-0 |
| Skoda Xanthi             | 0-0 | 1-0 | 0-1 | 2-1 | 0-0 | 2-0 | 2-0 | 2-1 | 1-3 | 4-2 | 3-0 | 1-1 | 0-0 | 4-2 | 1-1 | 0-0 |     | 2-2 |
| Veria                    | 4-0 | 1-1 | 0-1 | 1-1 | 2-1 | 2-1 | 2-0 | 4-1 | 0-2 | 1-0 | 1-3 | 2-2 | 0-1 | 1-3 | 2-0 | 2-0 | 3-2 |     |

### Plays-offs
| Rang | Équipe           | Pts | J | G | N | P | Bp | Bc | Diff |
| ---- | ---------------- | --- | - | - | - | - | -- | -- | ---- |
| 1    | Panathinaïkos    | 15  | 5 | 4 | 1 | 1 | 9  | 2  | +7   |
| 2    | Asteras Tripolis | 10  | 6 | 2 | 3 | 1 | 2  | 4  | -2   |
| 3    | Atromitos FC     | 8   | 6 | 2 | 2 | 2 | 4  | 4  | 0    |
| 4    | PAOK             | 4   | 6 | 0 | 2 | 4 | 1  | 6  | -5   |

|  | Qualification pour la Ligue des champions de l'UEFA 2015-2016 |
|  | Qualification pour la Ligue Europa 2015-2016                  |

## Bilan de la saison
| Championnat de Grèce de football 2014-2015                        |                         |
| Champion                                                          | Olympiakos (42e titre)  |
| Coupes et trophées                                                |                         |
| Vainqueur de la Coupe de Grèce 2014-2015                          | Olympiakos              |
| Qualifications continentales                                      |                         |
| Ligue des champions de l'UEFA 2015-2016                           | Olympiakos              |
| Ligue des champions de l'UEFA 2015-2016                           | Panathinaïkos           |
| Ligue Europa 2015-2016                                            | Asteras Tripolis        |
| Ligue Europa 2015-2016                                            | Atromitos FC            |
| Ligue Europa 2015-2016                                            | PAOK Salonique          |
| Promotions et relégations                                         |                         |
| Promus en Championnat de Grèce de football                        | AEK Athènes FC          |
| Promus en Championnat de Grèce de football                        | Iraklis Thessalonique   |
| Relégués en Championnat de Grèce de football de deuxième division | PAE Ergotelis Héraklion |
| Relégués en Championnat de Grèce de football de deuxième division | OFI Crète               |
| Relégués en Championnat de Grèce de football de deuxième division | Niki Volos              |
| Relégués en Championnat de Grèce de football de deuxième division | AO Kerkyra              |